# Émile Jamme
Louis Lambert Emile Jamme (Luik, 4 november 1820 - 28 januari 1897) was een Belgisch volksvertegenwoordiger.

## Levensloop
Jamme was een zoon van de fabrikant Laurent Jamme en van Marguerite Laguesse. Hij trouwde met Emilie Donckier.
Hij was arrondissementscommissaris van 1847 tot 1858 in Verviers en van 1858 tot 1862 in Luik.
Van 1882 tot 1892 was hij liberaal volksvertegenwoordiger voor het arrondissement Luik.